# NGC 4559
NGC 4559，也稱為科德韋爾36，是位於后髮座的一個螺旋星系。估計與地球的距離從2,900萬光年至5,100萬光年，平均是2,900萬光年。。

## 外部連結
- WikiSky上关于NGC 4559的内容：DSS2, SDSS, GALEX, IRAS, 氢α, X射线, 天文照片, 天图, 文章和图片